# Tqwartscheli

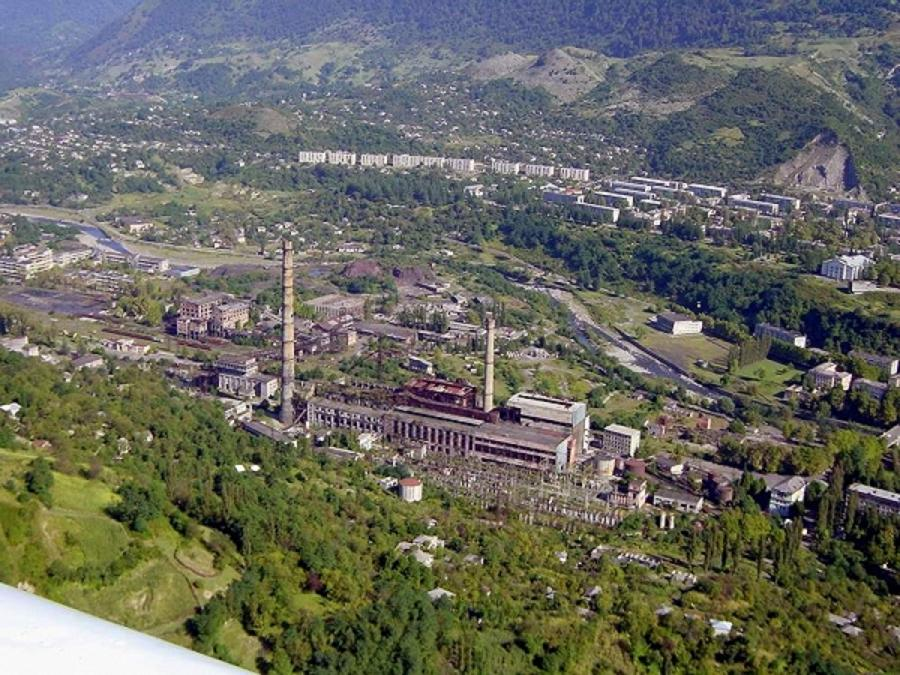
Blick über die Stadt

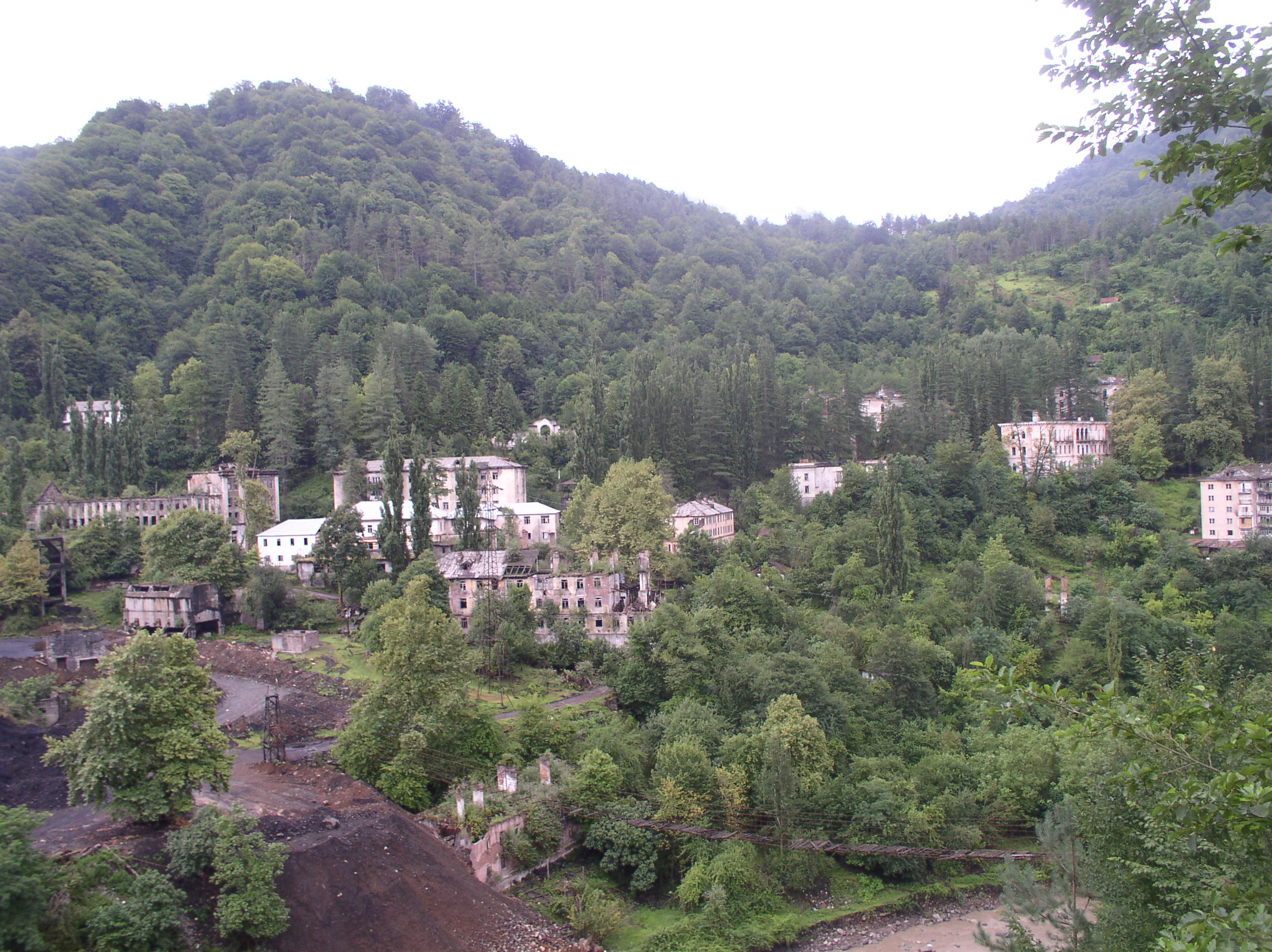
Stadtteil Akarmara

Tqwartscheli (georgisch ტყვარჩელი, abchasisch Тҟәарчал/Tquartschal; russisch Ткварчели) ist eine Stadt in Georgien bzw. in Abchasien.

## Geschichte
Tqwartscheli erhielt im Jahr 1942 Stadtrecht. Während des Zweiten Weltkriegs gewann die hier seit 1935 betriebene Steinkohleförderung an Bedeutung, vor allem da die wichtigsten Kohleabbaugebiete der damaligen Sowjetunion im Gebiet Donbass zeitweise in deutscher Hand waren.
Während des militärischen Konfliktes zwischen abchasischen und georgischen Truppen in den Jahren 1992 und 1993 wurde die Stadt von den Georgiern belagert, konnte den Truppen aber dank militärischer und humanitärer Unterstützung durch Russland standhalten. Seit 1995 ist Tqwartscheli Hauptort des neugebildeten gleichnamigen Rajons.

## Bevölkerung
1989 lebten noch knapp 22.000 Menschen in Tqwartscheli. Etwa 40 % der Bevölkerung gehörte der abchasischen Volksgruppe an, ein Viertel waren Russen und ein Viertel Georgier. Durch den militärischen Konflikt Anfang der 1990er Jahre ging die Einwohnerzahl drastisch zurück. Wie auch in anderen Regionen Abchasiens flohen die meisten Georgier in die unter Kontrolle der Regierung in Tiflis stehenden georgischen Gebiete. Der mit dem Konflikt verbundene Niedergang der Kohleförderung führte zum Wegzug weiterer Einwohner.

## Wirtschaft
Die Kohleförderung ist bereits seit Jahrzehnten der wichtigste Wirtschaftszweig der Stadt. Nach dem Zusammenbruch der Sowjetunion wurden die Schächte jedoch geschlossen. Heute betreibt die abchasisch-türkische Gesellschaft Tamsaş den oberirdischen Abbau von Kohle. Tamsaş trägt 75 % der kommunalen Steuereinnahmen der Stadt.
Der Bau einer Zementfabrik, deren Produktion für den Bau der Sportstätten der Olympischen Winterspiele 2014 im unweit gelegenen Sotschi genutzt werden sollte, war geplant.

## Verkehr
Tqwartscheli liegt an der Stichbahn Otschamtschire – Tqwartscheli der entlang der Schwarzmeerküste verlaufenden Hauptstrecke der Abchasischen Eisenbahn. Der Bahnverkehr auf dieser Strecke ist derzeit eingestellt.
Etwa parallel zur Bahnstrecke verläuft eine Straße, die Tqwartscheli mit der Stadt Otschamtschire an der Nationalstraße S 1 Sochumi-Tiflis verbindet.

## Söhne und Töchter der Stadt
- Waleri Arschba (* 1949), abchasischer Politiker
- Swetlana Korsaja (* 1954), Journalistin und Kunstwissenschaftlerin
- Raul Chadschimba (* 1958), abchasischer Politiker